# 金田心象
金田 心象（かねだ しんしょう、1908年1月18日 - 1990年2月16日）は、日本の書家。文部省事務官なども務めた。心象は号で、本名 吉尾。

## 経歴

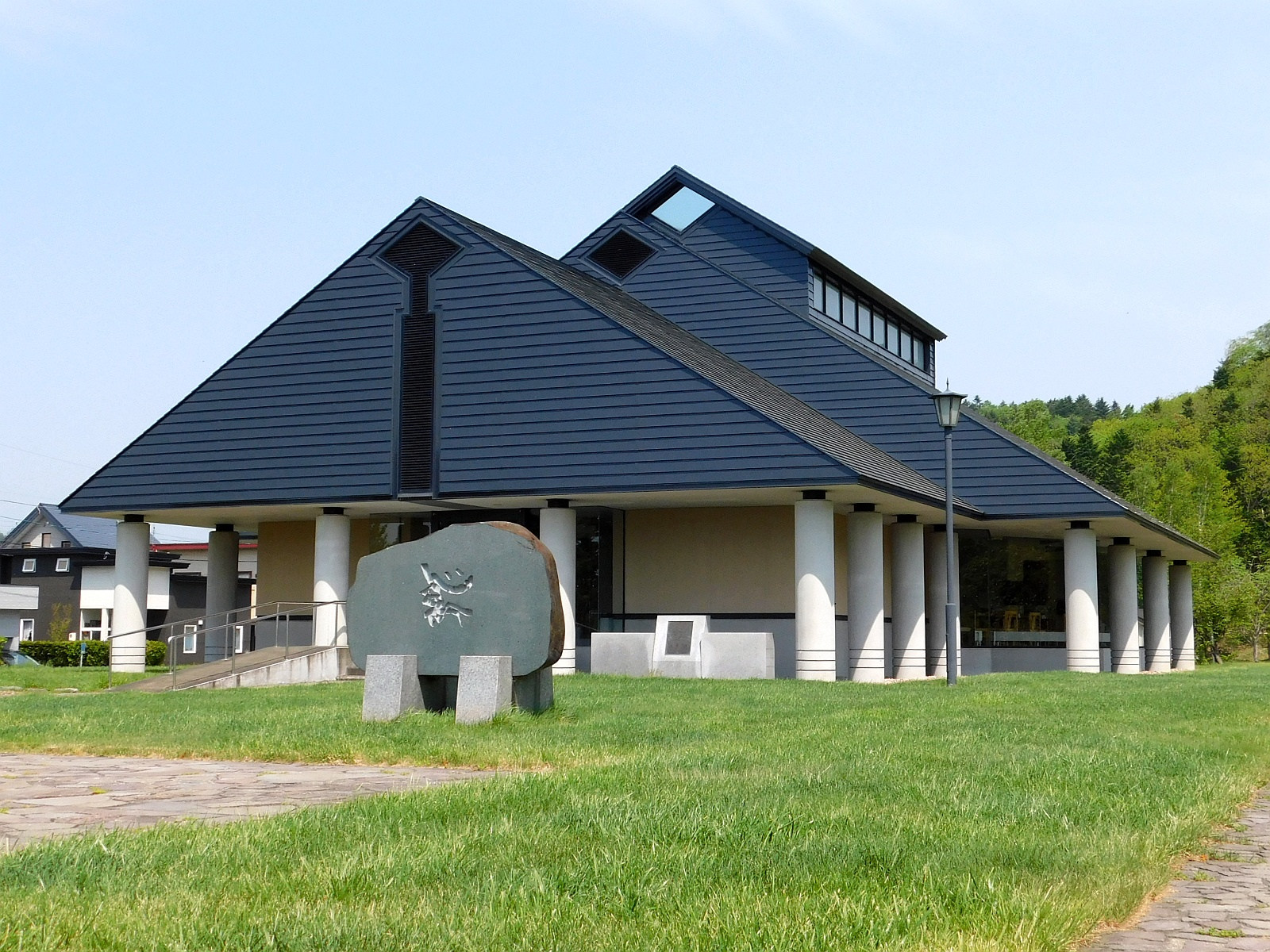
金田心象書道美術館

1908年北海道天塩郡幌延町に生まれる（戸籍上；実際は1907年8月北海道留萌市に生まれ、翌年幌延に移住した）。1928年、20歳で鈴木翠軒に師事した。また、同年北海道札幌師範学校（現：北海道教育大学札幌校）卒業、文部省教員検定試験に合格。小学校・中学校・女子高等師範学校の習字科での教員生活を経て、1943年に文部大臣官房秘書課嘱託となり、文部省に入省した。文部省では習字の教科書執筆や学習指導要領の編纂などに携わったほか、賞状・式辞などの揮毫を担当した（1967年に文部事務官退官）。書家としては、翠軒に師事したほか、1933年から書道芸術社にも同人として参加、戦後は毎日書道展審査員、日展評議員などの役職を歴任し、1965年日展文部大臣賞、1971年日本芸術院賞を受賞した。
1983年、勲四等旭日小綬章受章。1990年、肺炎のため82歳で死去した。従五位。
出身の幌延町には、1989年のふるさと創生事業で建てられた金田心象書道美術館がある。

## 著書・作品集
- 金田心象『心象書集』心画院、1968年
- 聖徳太子・金田心象『十七条憲法』心画院、1975年
- 金田心象『黄鶴帖』心画院、1977年
- 金田心象『復始帖』心画院、1977年
- 金田心象『心象独談』主婦の友社、1984年
- 金田心象編『楷書 孟法師碑』二玄社、1987年<書道技法講座29>